# Donald Wrye
Donald Wrye (Riverside, 24 settembre 1934 – Harrisburg, 15 maggio 2015) è stato un regista, produttore televisivo e sceneggiatore statunitense.

## Filmografia

### Regista

#### Cinema
- Castelli di ghiaccio (Ice Castles) (1978)
- The House of God (1984)
- Castelli di ghiaccio - Vivere per un sogno (Ice Castles) (2010)

#### Televisione
- Destination Safety, co-regia di Bobby B. Cosner, Alexander Grasshoff e Fritz Roland – documentario TV (1966)
- Men from Boys: The First Eight Weeks, co-regia di David H. Vowell – documentario TV (1968)
- California – documentario TV (1968)
- An Impression of John Steinbeck: Writer – documentario TV (1969)
- Quel signore dei bambini (The Man Who Could Talk to Kids) – film TV (1973)
- Love Story – serie TV, episodi 1x5 (1973)
- La ragazza del riformatorio (Born Innocent) – film TV (1974)
- Death Be Not Proud – film TV (1975)
- Il grande Jack (The Entertainer) – film TV (1975)
- It Happened One Christmas – film TV (1977)
- Fuoco sulla montagna (Fire on the Mountain) – film TV (1981)
- Causa di divorzio (Divorce Wars: A Love Story) – film TV (1982)
- The Face of Rage – film TV (1983)
- Cuore d'acciaio (Heart of Steel) – film TV (1983)
- Amerika – miniserie TV, 7 episodi (1987)
- 83 ore fino all'alba (83 Hours 'Til Dawn) – film TV (1990)
- Lucky Day – film TV (1991)
- Un estraneo in famiglia (Stranger in the Family) – film TV (1991)
- Bambina mia (Broken Promises: Taking Emily Back) – film TV (1993)
- Quattro segreti contro un padre (Ultimate Betrayal) – film TV (1994)
- Separated by Murder – film TV (1994)
- Dietro il silenzio di mio figlio (A Family Divided) – film TV (1995)
- Voglio mio figlio (Trail of Tears) – film TV (1995)
- Not in This Town – film TV (1997)
- Una scommessa troppo alta (High Stakes) – film TV (1997)
- Le visioni di Donielle (A Vision of Murder: The Story of Donielle) – film TV (2000)
- Range of Motion – film TV (2000)
- Reckless Behavior: Caught on Tape – film TV (2007)